# Gerson von Bleichröder

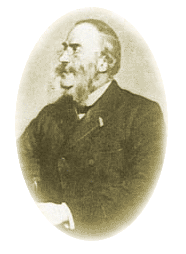
Gerson von Bleichröder.

Gerson Bleichröder (Berlín, 22 de diciembre de 1822-ibid., 18 de febrero de 1893) fue un banquero alemán de la Bankhaus Bleichröder, entidad fundada en 1803 por Samuel Bleichröder, su padre.
Su entidad bancaria mantendría una estrecha relación con la familia Rothschild, de manera que la Bankhaus Bleichröder llegaría a actuar como una filial en Berlín de la banca de Rothschild.
Tendría mucha importancia en las distintas transacciones financieras de Otto von Bismarck, así como un gran peso en las distintos préstamos y créditos de Prusia y del Imperio Alemán. Entablaría amistad con Bismarck, hasta el punto que le hizo renunciar a su proyecto colonial, en favor del Estado Libre del Congo de Leopoldo II de Bélgica.
Tras la guerra franco-prusiana de 1870, concretamente en 1872, Bismarck concedería a la familia Bleichröder un título nobiliario. Gerson von Bleichröder sería así el primer noble judío de Prusia.
El historiador estadounidense, Fritz Stern escribió una doble biografía sobre Bismarck y Bleichröder titulada "Hierro y oro: Bismarck, Bleichröder y la construcción del Imperio Alemán".